# Kevin Ray (Jazzmusiker)
Kevin Ray (* um 1975) ist ein US-amerikanischer Jazzmusiker (Kontrabass) des Modern Creative.
Ray absolvierte den Bachelor-Studiengang an der New School bei Reggie Workman; klassische Techniken studierte er bei Joe Bongiorno. Er arbeitete in der amerikanischen Jazzszene der Ostküste mit John Stubblefield, Oliver Lake, Greg Osby, Andrew Hill, Marty Ehrlich und John Hicks. Erste Aufnahmen entstanden 2012 mit Allen Lowe (Mulatto Radio – Field Recordings 1–4, u. a. mit Randy Sandke, Ken Peplowski und Lewis Porter).
Seit diesem Jahr spielte er im Trio 1032K mit Frank Lacy und Andrew Drury, das das Album That Which Is Planted (2013) vorlegte und im Quartett von Elliott Sharp & JD Parran (ebenfalls mit Drury). Dann arbeitete er im kollaborativen Quartett East Axis mit Matthew Shipp, Allen Lowe und Gerald Cleaver. 2021 legte East Axis das Album Cool with That (ESP-Disk) vor.
2018 gehörte er mit Darius Jones, Omar Kabir (Trompete) und Lloyd Haber (Saxophon) dem Freedom Art Quartet an, mit dem das Album Spirits Awake entstand.
Der Jazzmusiker Kevin Ray ist nicht mit dem gleichnamigen Indie-Rock-Bassgitarristen (* 1986) zu verwechseln.